# Астен (Нидерланды)
Астен — город и муниципалитет в южной части Нидерландов. Этот город знаменит Королевской Литейней по производству колоколов, а также музеем карильонов. Разговорный язык является Peellands (к востоку Brabantian диалекте, который очень похож на разговорный голландский язык).

## История
История Астена корнями уходит во времена Римских экспансий. В то время современная территория Астена входила с состав римской провинции Бельгики. В болоте неподалеку, в части национального парка «De Peel» — был найден древний шлем римского центуриона. Останки следов жизнедеятельности охотников-собирателей и земледельцев были также найдены в этом районе. В Астене есть замок, построенный в XII веке, расположенный на юге. Возле города протекает река АА (Мез). Этот замок и река также дали название всему селению: «Aa-Stein», или «каменное здание на берегу реки АА». Впервые, замок упоминается в 1432 году. В то время он являлся укрепленным домом. Затем в XVI веке, на месте дома был возведен замок в ренессанском стиле. Несмотря на всю его внешнюю красоту и шик, внутри него, в подземельях проводились пытки и казни ведьм, во времена Средневековой инквизиции. Начиная с 1760 года, в замки стали проживать богатые вельможи. Здесь они обустроили голубятню, пекарню, конюшни, ветряную мельницу. В наши дни — это памятник, а земли вокруг него обозначены как исторический особняк. В 2006 году, несколько архитекторов предоставили руководству провинции несколько проектов по его восстановлению. Также, фрагменты каменных укрепленные были обнаружены на севере, на территории нынешней «Slotweg» — так называемой «дороги замков». По меньшей мере селение дважды было разграбленно и сожжено — в XVII-м веке, австрийскими и шведскими войсками. Восьмидесятилетняя война (1568—1648 г.) разделила герцогство Брабант: по Вестфальскому миру северные провинции отошли независимым Нидерландам и образовали современную провинцию Северный Брабант, частью которых теперь является Астен.

## Список официальных памятников

### Исторические
| Объект                                                                        | Назначение                    | Дата      | Координаты                        | Изображение |
| ----------------------------------------------------------------------------- | ----------------------------- | --------- | --------------------------------- | ----------- |
| Замок Астен                                                                   | Место проживания              | XIV век   | 51° 23' 2" NB, 5° 45' 50" OL      |             |
| Место захоронения Graf van J.M.E. van Best, J.B. Verhoeven en L.G.M. Huysmans | Кладбище                      | 1914      | 51° 24′ 7.16″ N, 5° 44′ 40.13″ E  |             |
| Дом Хайнца Бартоломея                                                         | Ныне дом-престарелых          | 1841      | 51° 24′ 10.84″ N, 5° 44′ 40.67″ E |             |
| Бывшая вилла, с элементами неоклассицизма                                     | Место проживания              | 1870      | 51° 24' 3.78" Н, 5° 44' 30.44" Е  |             |
| Мельница «Восточный ветер» (De Oostenwind)                                    | Промышленная мельница         | 1506/1975 | 51° 24′ 30.28″ N, 5° 44′ 28″ E    |             |
| Храм Пресвятой Девы-Марии                                                     | Кирха, религиозное сооружение | 1898      | 51° 24′ 10.15″ N, 5° 44′ 37.93″ E |             |

### Военные мемориалы
| Название                  | В память о                                                                                 | Дата | Тип сооружения         | Координаты                        | № в Национальном реестре                             |
| ------------------------- | ------------------------------------------------------------------------------------------ | ---- | ---------------------- | --------------------------------- | ---------------------------------------------------- |
| Павшим людям              | всем солдатам Нидерландов периода 1940—1945, а так же гражданам бывшей Нидерландской Индии | 1968 | Скульптура             | 51° 24′ 5.01″ N, 5° 44′ 43.83″ E  | № 496. Архивировано из оригинала 5 марта 2016 года.  |
| Крест на «Ничейной земле» | В память о всех жертвах Второй Мировой Войны                                               | 1949 | Памятник в виде креста | 51° 23′ 26.72″ N, 5° 49′ 37.46″ E | № 2536 (недоступная ссылка — история).               |
| Ланкастер-памятник        | Солдатам союзных войск                                                                     | 2006 | Памятник               | 51° 25′ 16.12″ N, 5° 46′ 5.66″ E  | № 2964. Архивировано из оригинала 4 марта 2016 года. |

## Известные жители
- Frits de Bruin, боец, герой движения сопротивления во Второй Мировой Войне, убиты немцами в 1944 г.;
- Bart Claessen, диджей, направление — транс музыка;
- Nancy Anna Francina Coolen, телеведущая и бывшая участница группы «Twenty 4 Seven»;
- Eric Dikeb, диджей;
- Vivian Jansen, участница конкурса «Мисс Вселенная» в 1992 г. (5 место);
- Martin Koolhoven, актёр, кинорежиссёр и сценарист;
- Piet Raijmakers, наездник на лошади.

## Галерея

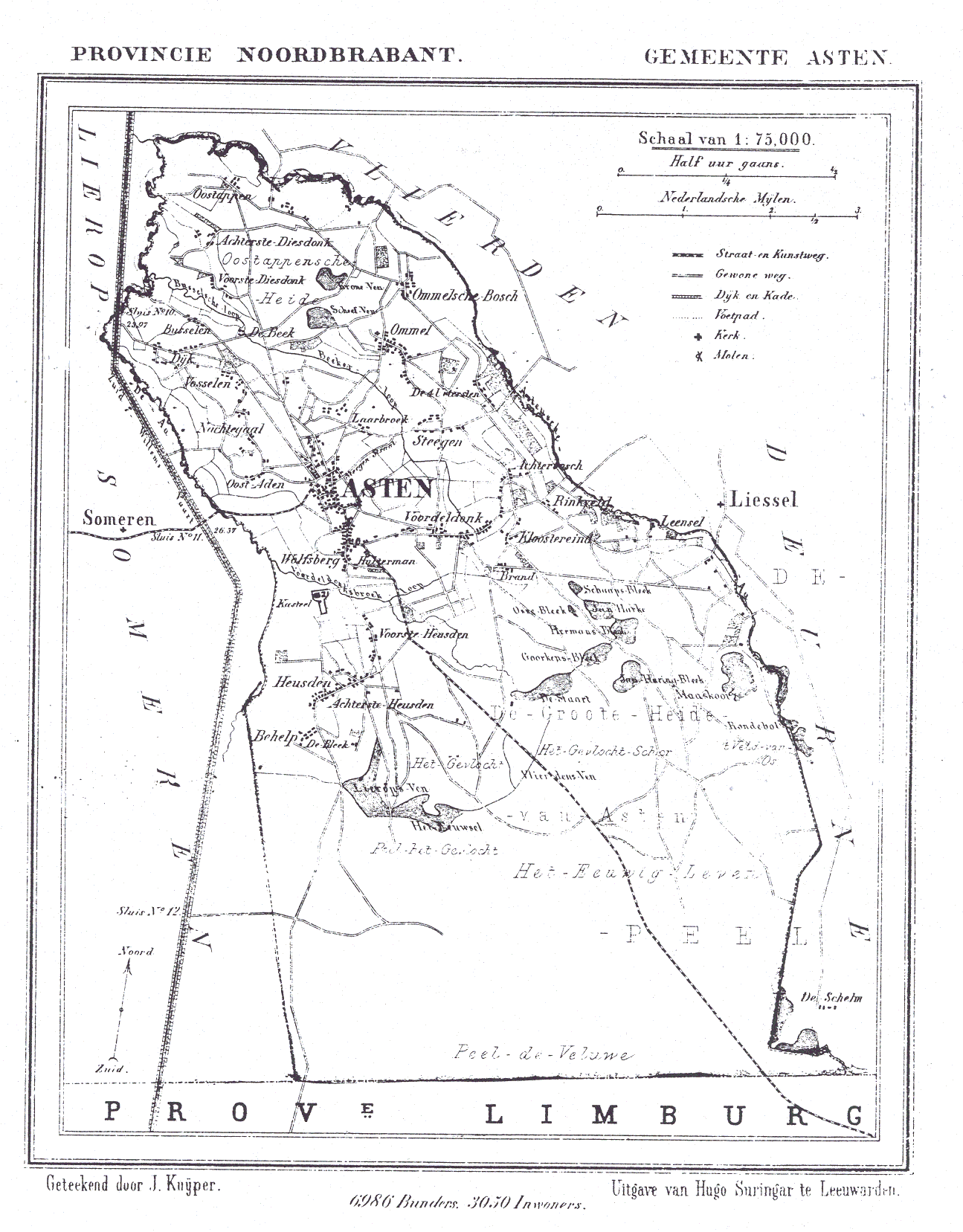
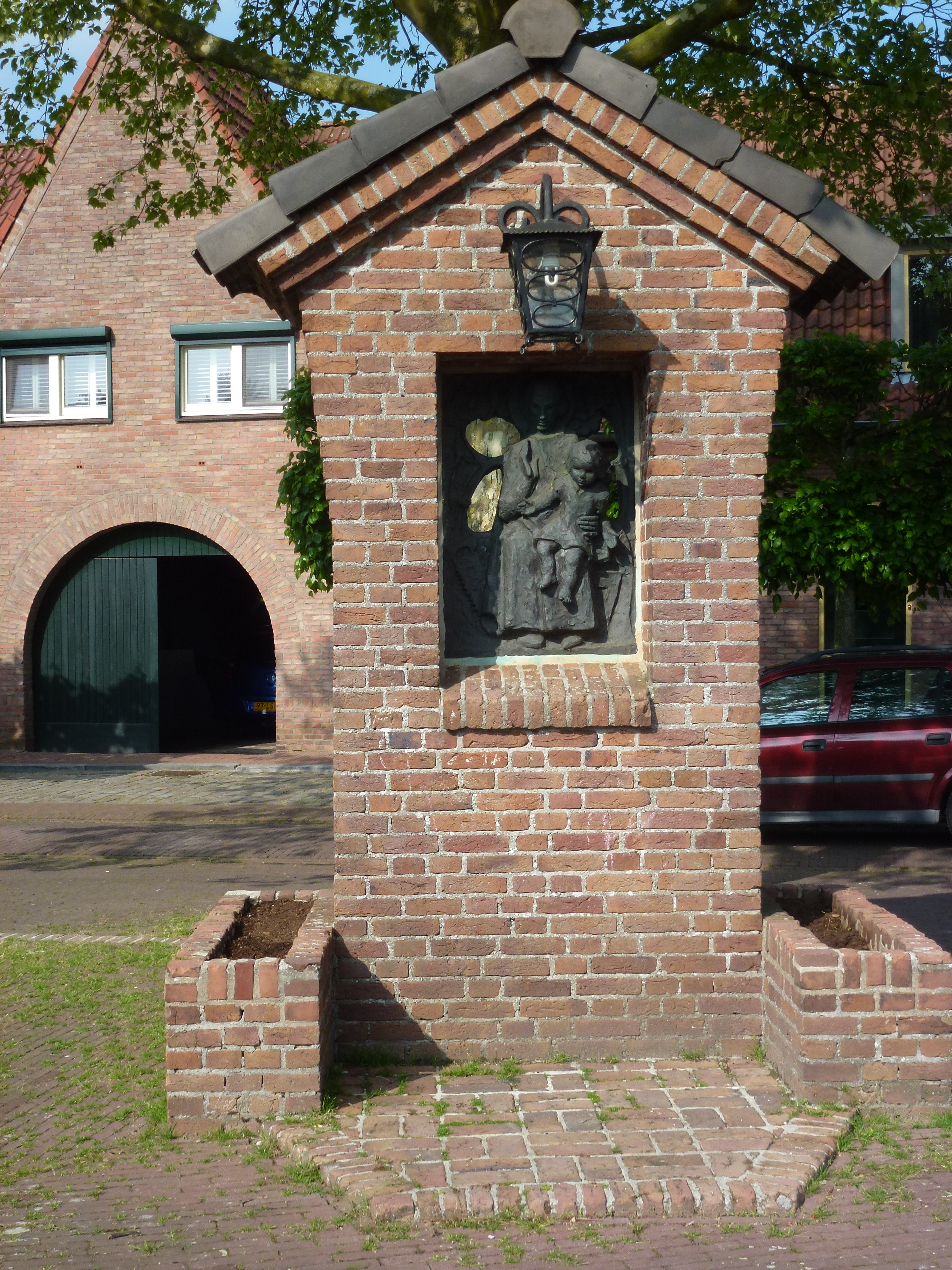
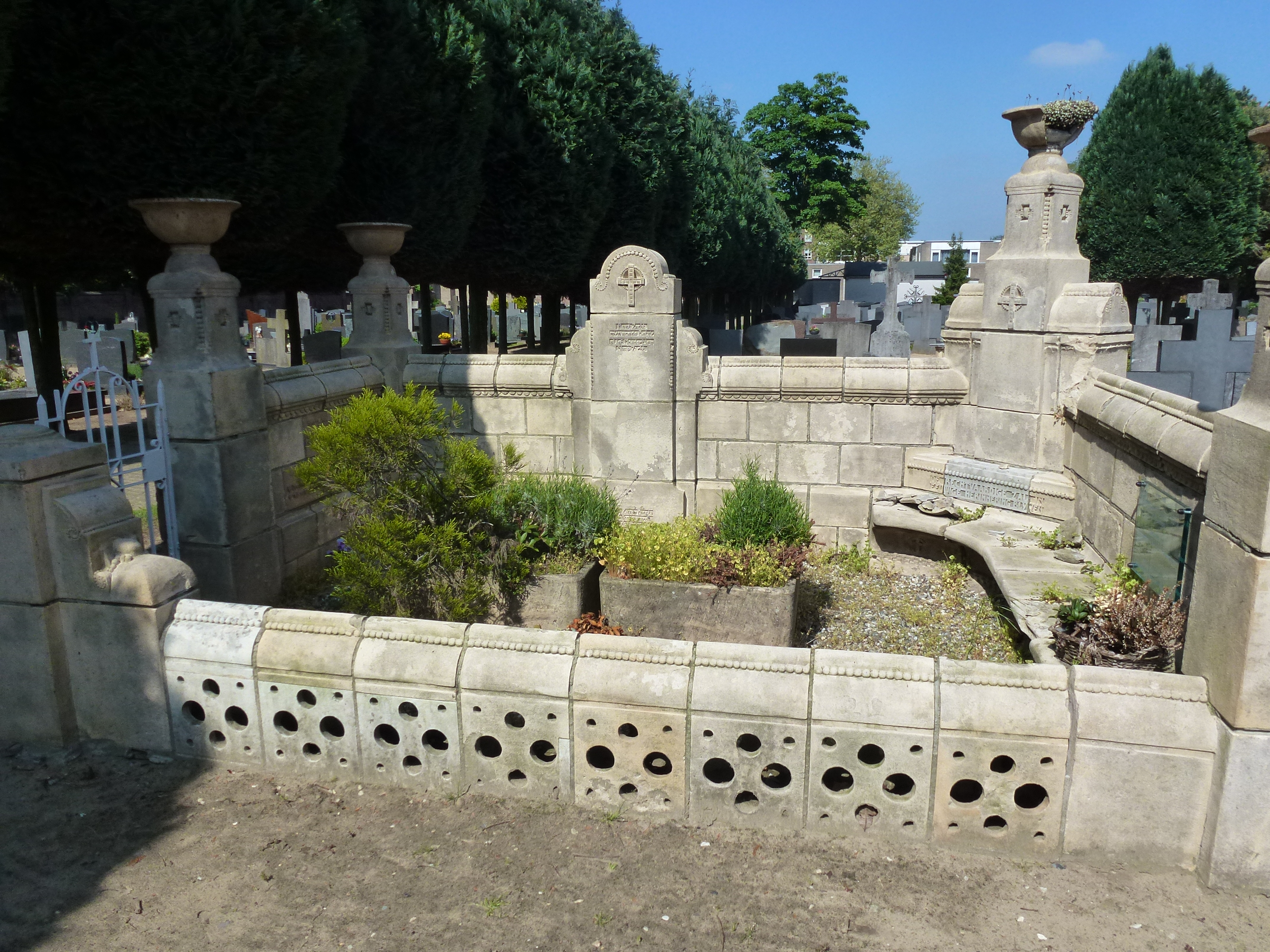
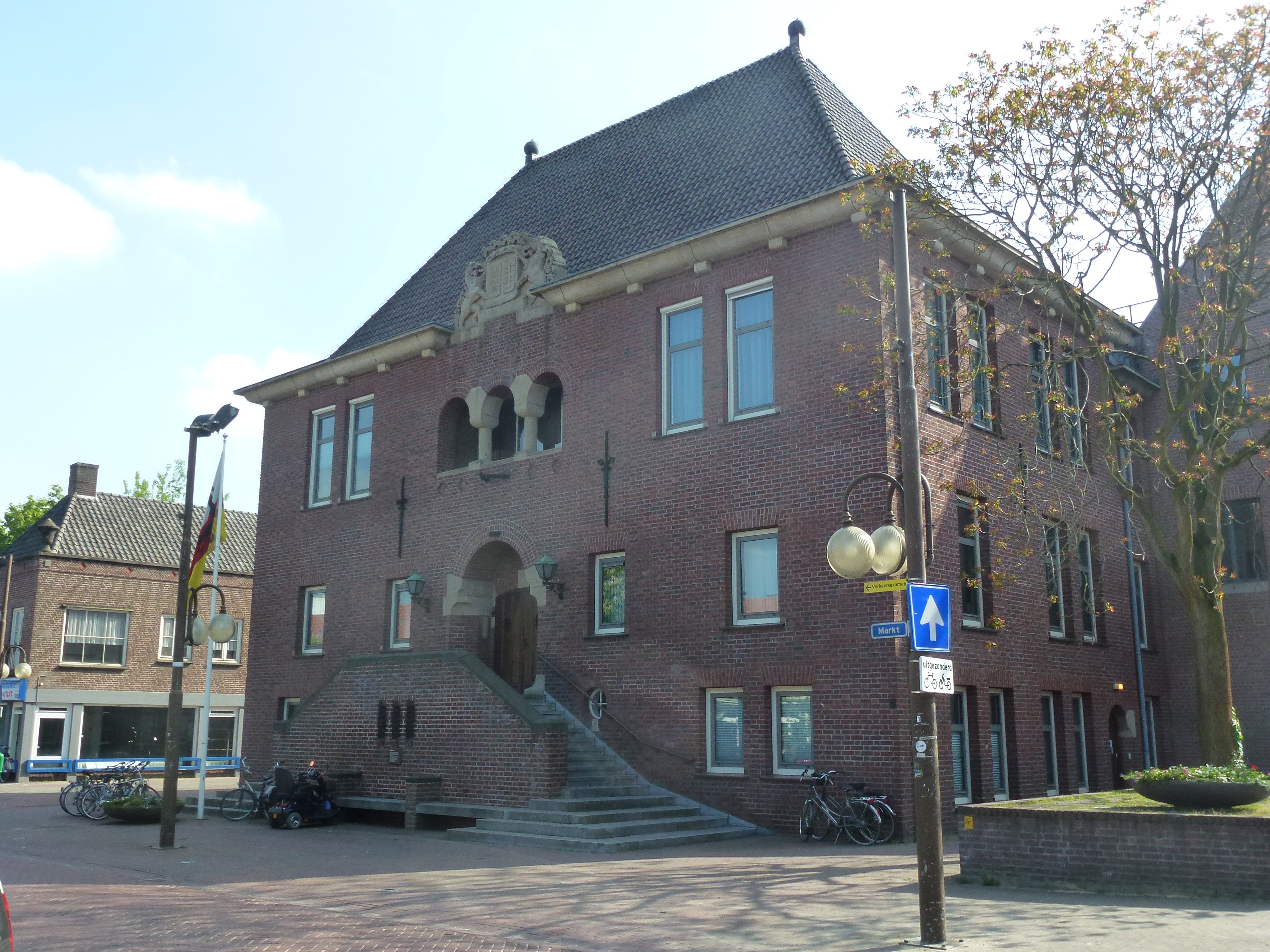
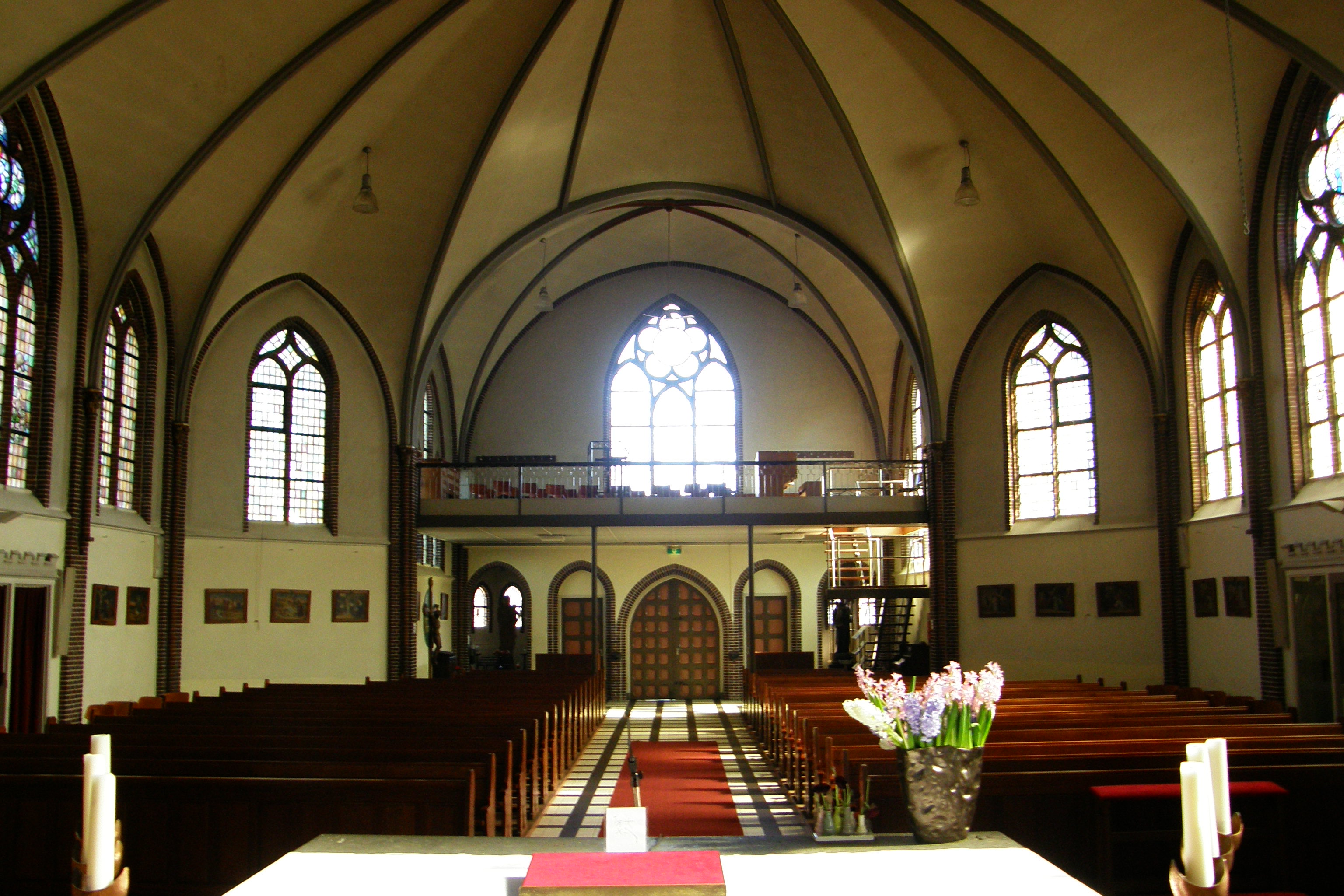
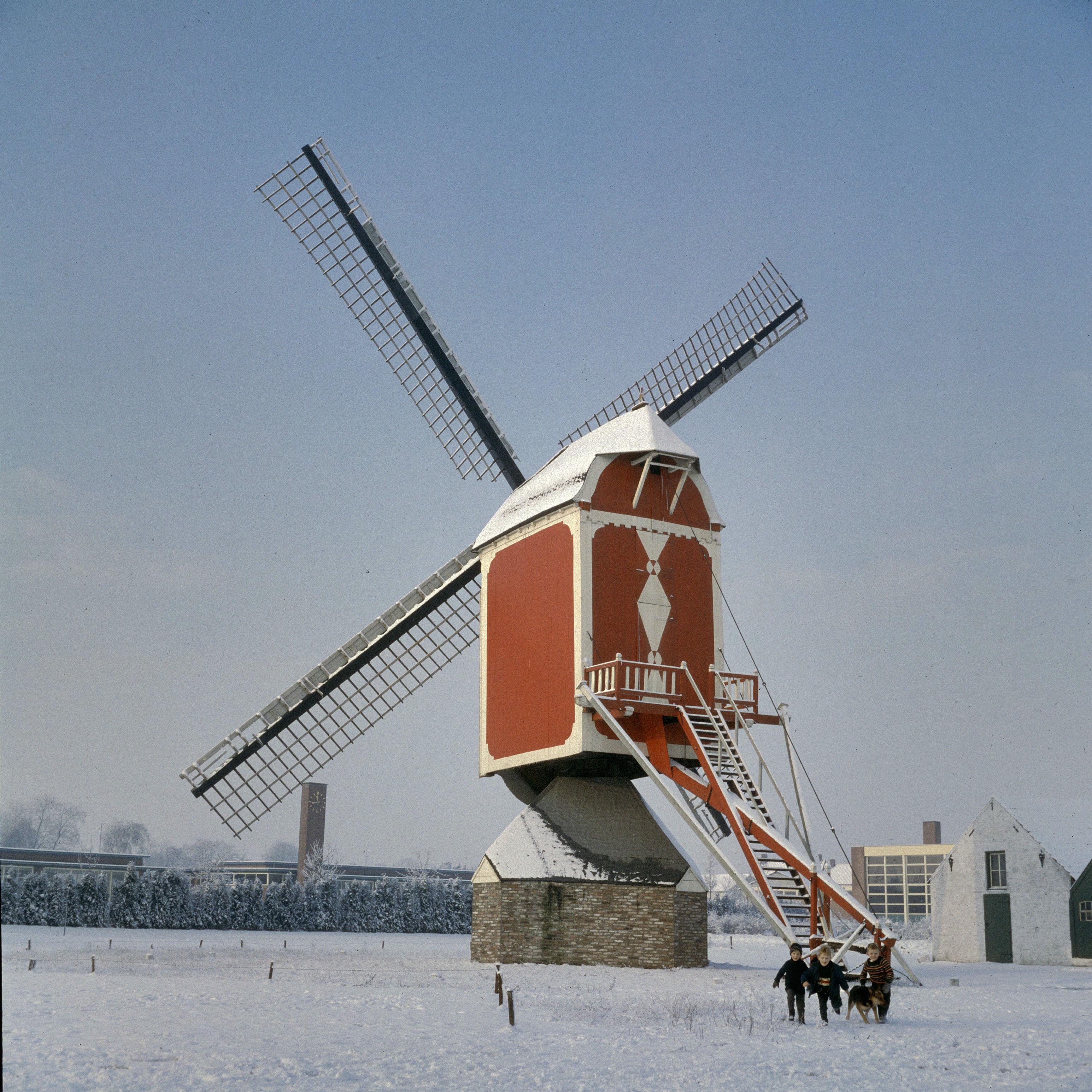
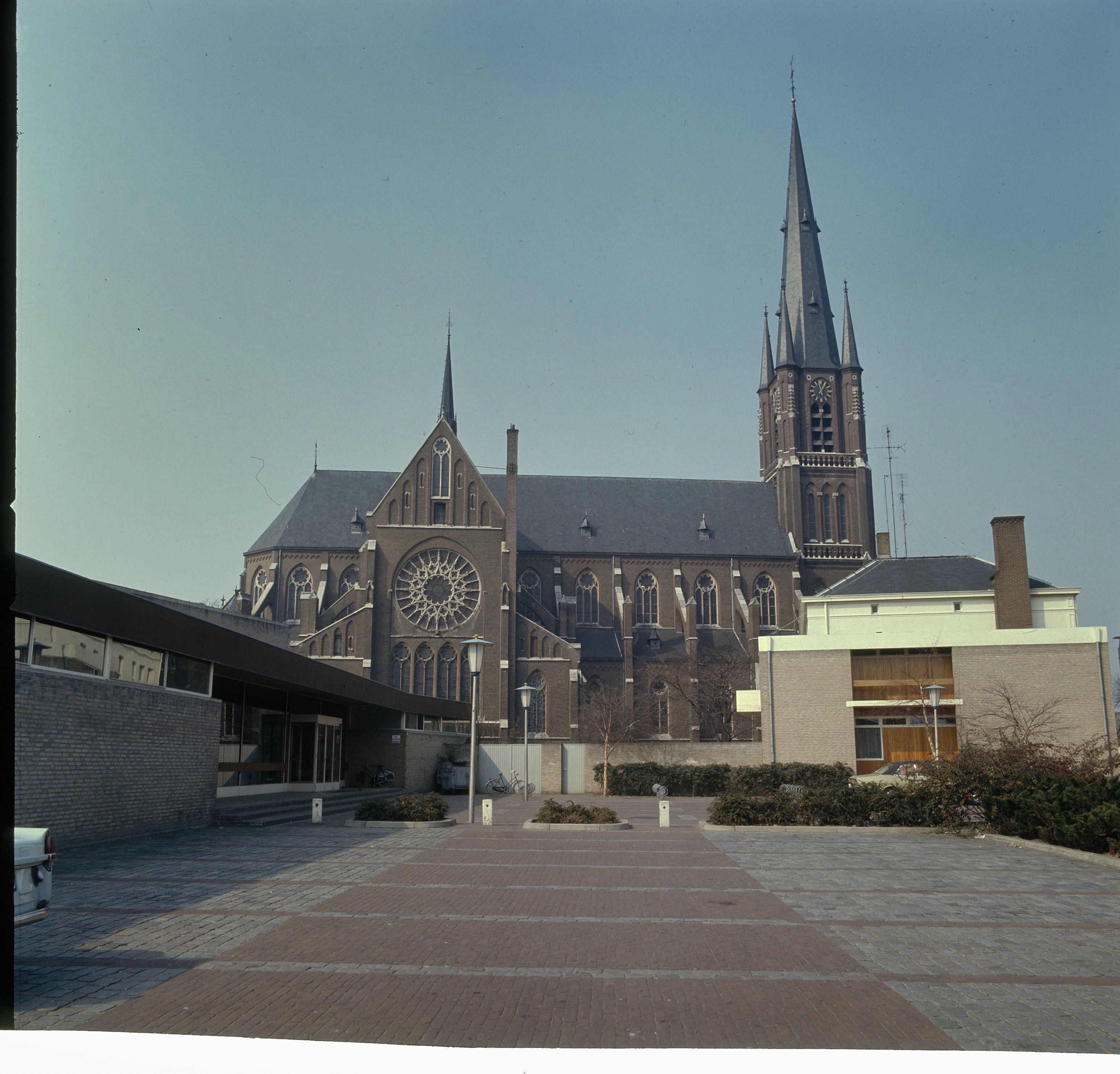